# Boeing Stearman E75
Boeing Stearman E75 (англ. Boeing Model 75) — американський навчально-тренувальний літак.
У 1933 році компанія Stearman Aircraft Corporation, створена в 1927 Ллойдом Стірменом (1939 року вона стала відділенням компанії Boeing Airplane Company), почала розробку нового навчально-тренувального біплана на основі літака Stearman Model C.

## Історія створення
У грудні 1933 року літак-біплан піднявся в повітря і був названий Stearman X-70. У 1934 році біплан був запропонований на конкурс відповідно до технічного завдання Авіаційного корпусу США, якому був потрібний новий навчально-тренувальний літак початковій льотної підготовки.
Інтерес до цих літаків проявили і ВМС США, які в початку 1935 р уклали контракт на постачання 61 літака Stearman Model 70 під позначенням NS-1. Літаки оснащувалися силовою установкою, яка відрізнялася від первинної зіркоподібним двигуном Wright J-5 (R-790-8) потужністю 225 к.с., деякий запас яких скупчився у ВМС. Літак отримав позначення Model 73.
Літаки X-70 в Армії США були піддані тривалим випробуванням, але на початку 1936 р. Авіаційний корпус все ж уклав контракт на поставку 26 літаків під позначенням PT-13. Ці літаки, оснащені двигунами Lycoming R-680-5 потужністю 215 к.с., стали першими в серії Stearman Model 75.

## Конструкція
Двомісний біплан мав змішану конструкцію. Конструкції крила були дерев'яними з полотняною обшивкою, а інша частина конструкції виготовлена із зварених сталевих труб, переважно також з полотняною обшивкою. Роздільні консольні основні стійки не вбираються, шасі з хвостовим колесом були забезпечені олійно-пружинними амортизаторами з обтічником. Силова установка постійно змінювалася протягом серійного виробництва, яке тривало до початку 1945 року. Всього було побудовано понад 10 000 машин.

## Служба
Початок Другої світової війни приніс компанії Boeing контракти на тисячі літаків, розроблених Ллойдом Стірменом. Хоча офіційно з 1939 р. ці літаки вироблялися під позначенням Boeing Model 75, вони протягом усієї війни іменувалися Stearman 75. Назва Kaydet, дане їм пізніше в Канаді і широко застосовується при посиланні на ці літаки, було неофіційним. Невелика їх число, а також літаків N2S-5, поставлених ВМС США, мали закриті ліхтарем і кабіни із обігрівом, комплект приладів і непрозорий ковпак для «сліпого» польоту. Після війни багато з них були переобладнані для використання в сільському господарстві. Вони експлуатувалися в цій якості до 1982 року. В наші дні ці літаки використовуються аеробатичними групами, наприклад британською AeroSuperBatics.